# (5405) Neverland
(5405) Neverland (1991 GY) – planetoida z pasa głównego asteroid okrążająca Słońce w ciągu 4,36 lat w średniej odległości 2,67 j.a. Odkryta 11 kwietnia 1991 roku.